# Suak Keumudee
Suak Keumudee is een bestuurslaag in het regentschap Aceh Barat van de provincie Atjeh, Indonesië. Suak Keumudee telt 127 inwoners (volkstelling 2010).